# E-zapošljavanje
E-zapošljavanje je proces pronalaženja, selekcije, intervjuisanja i regrutovanja kadrova korišćenjem elektronskih resursa, posebno interneta. Preduzeća i agencije za zapošljavanje su prenele veći deo procesa regrutovanja kadrova na internet kako bi ubrzale proces selektovanja kandidata za neko trenutno upražnjeno mesto. Korišćenjem tehnologija baza podataka, onlajn oglasa za zapošljavanje i internet pretraživača, poslodavci sad mogu da popune oglas za delić prethodno potrebnog vremena. Korišćenje internet sistema za e-zapošljavanje čuva poslodavcu vreme, kako sad više osoba iz odeljenja za ljudske resurse odvojeno evaluira e-kandidata. Agencije za zapošljavanje upotrebljavaju metod e-zapošljavanja u oblaku, koristeći SaaS servise, gde postoji nekoliko onlajn ponuda za korišćenje takvog softvera.
Virtuelno oglašavanje ponuda o potrebama za zapošljavanjem i elektronske poslovne biografije tražioca zaposlenja, predstavljaju globalno tržište rada. Internet, koji dopire do velikog broja ljudi i može trenutno da primi povratnu informaciju, je postao glavni izvor potencijalnih kandidata za zapošljavanje. Ipak, on može generisati mnogo nekvalifikovanih kandidata ili ne povećati raznolikost zaposlenih.
U smislu menadžmenta ljudskih resursa, internet je promenio proces zapošljavanja kako iz organizacione, tako i iz perspektive onih koji traže posao. Konvencionalne metode zapošljavanja oduzimaju previše vremena i novca, a geografski su ograničene, međutim, regrutovanje putem veba pruža globalnu pokrivenost i olakšava pronalaženje dobrih kandidata. Isto tako, uključivanje interneta u proces zapošljavanja je pogodno zbog komunikacionih mogućnosti interneta zasnovanih na servisima elektronske pošte, blogovima, portalima za zapošljavanje i društvenim mrežama.